# Aleksandr Gutorov
Aleksandr Ivanovič Gutorov (in russo Александр Иванович Гуторов?; Volgograd, 13 marzo 1972) è un ex cestista e allenatore di pallacanestro russo, fino al 1991 sovietico.

## Palmarès

### Giocatore
- Campionato russo: 3

CSKA Mosca: 1996-97, 1997-98, 1998-99